# Ferocious Planet
Série Maneater
Le Monstre des abîmes
(15 janvier 2011) Roadkill
(23 avril 2011)
Pour plus de détails, voir Fiche technique et Distribution.
Ferocious Planet (également appelé The Other Side dans certains pays) est un téléfilm d'horreur américano-irlandais réalisé par Billy O'Brien et diffusé le 9 avril 2011 sur Syfy. Il s'agit du vingt-quatrième film de la collection Maneater series sur Syfy.

## Synopsis
Une scientifique du nom de Jillian O'Hara travaille au sein de l'Institut National des Sciences sur un projet censé pouvoir ouvrir une passerelle entre deux univers parallèles. Au cours d'une démonstration auprès de représentants du Gouvernement (incluant un sénateur, un colonel de l'armée des États-Unis et la conseillère scientifique du Président), la machine est victime d'un dysfonctionnement et propulse l'ensemble de l'Institut vers une autre dimension. Ils ne disposent que de six heures pour rentrer dans leur réalité. Les voyageurs se rendent compte que la planète sur laquelle ils sont arrivés abrite des êtres vivants féroces qui prennent les Humains pour proies. Un par un, les voyageurs se font avoir par les extra-terrestres jusqu'à ce qu'il ne reste plus que quelques survivants qui prennent l'initiative de résister aux créatures en explorant ce pays inconnu tout en devant réparer la machine pour rentrer chez eux.

## Fiche technique
Sauf indication contraire, les informations mentionnées dans cette section peuvent être confirmées par la base de données cinématographiques IMDb,  présente dans la section « Liens externes ».
- Titre original : Ferocious Planet
- Titre de travail : The Other Side
- Réalisation : Billy O'Brien
- Scénario : Douglas G. Davis
- Direction artistique : Michael Moynihan
- Costumes : Maeve Paterson
- Photographie : Peter Robertson
- Musique : Ray Harman
- Production : Adrian Sturges, Mary Callery, Mark Grenside, Robert Halmi Jr., Alan Moloney
- Société de production : Syfy, RHI Entertainment, Parallel Films Productions
- Société de distribution : RHI Entertainment
- Pays d'origine :  États-Unis -  Irlande
- Langue originale : anglais
- Format : couleur
- Genre : Horreur
- Durée : 88 minutes
- Date de sortie : 9 avril 2011 (Syfy)
- interdit aux moins de 12 ans

## Distribution
- Joe Flanigan : Colonel Sam Synn
- John Rhys-Davies : Senateur Jackson Crenshaw
- Catherine Walker : Dr Karen Fast
- Dagmar Döring : Dr Jillian O'Hara
- Robert Soohan : Brian Murphy
- Michael Yare : Lieutenant Rivers
- Chris Newman (en) : Soldat de première classe Jordan Reid
- Shashi Rami : Al Icia
- Kevin Flood : Lex Michaels
- Sam O'Mahony : Josh Burk

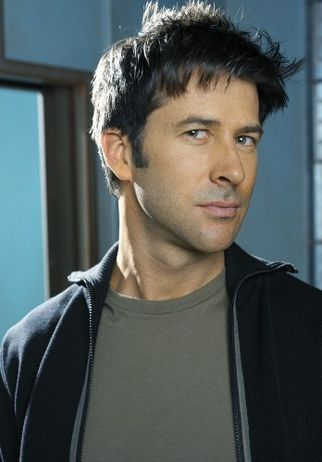
Joe Flanigan interprète le colonel Sam Synn.
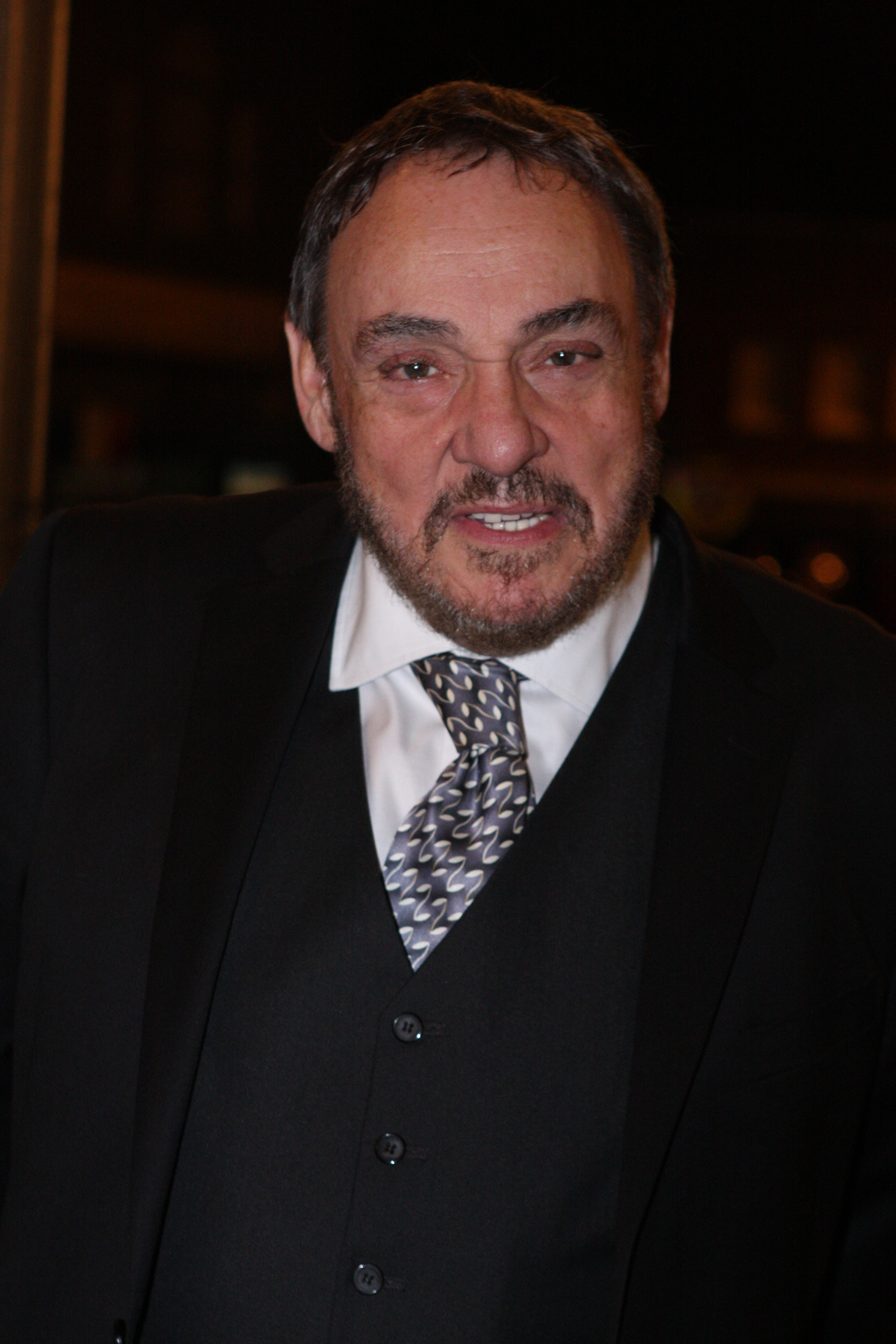
John Rhys-Davies interprète le sénateur Jackson Crenshaw.

## Production

### Tournage
Le film a été tourné en Irlande et dans le comté de Dublin.

### Bande originale
Le compositeur de la bande originale du film est Ray Harman, qui compose de nombreuses musiques de téléfilms et séries télévisées. La bande originale se compose de treize titres.
Liste des titres
| No  | Titre                      | Durée |
| --- | -------------------------- | ----- |
| 1.  | Columbine                  | 3:12  |
| 2.  | Dead Baby Alien            | 1:40  |
| 3.  | Dogtags                    | 3:14  |
| 4.  | Don't hear anything!       | 4:37  |
| 5.  | Beacon quest               | 1:14  |
| 6.  | Aaawh Crap!                | 2:24  |
| 7.  | Parallel dimensions        | 3:00  |
| 8.  | Monster returns            | 1:58  |
| 9.  | How did this happen        | 1:53  |
| 10. | Eggs & Ammonia             | 3:12  |
| 11. | He's Running!              | 1:17  |
| 12. | The Other side title music | 2:32  |
| 13. | Plan C                     | 3:17  |

## Diffusion et sortie
Le film a été diffusé à la télévision aux États-Unis le 9 avril 2011 sur la chaîne Syfy et a bénéficié d'une sortie en DVD la même année. Le film a également été diffusé à la télévision en Thaïlande et est aussi sorti en DVD. Dans d'autres pays, le film est sorti soit directement en DVD, soit il n'est pas sorti ou n'a pas été diffusé. Les pays dans lesquels le film est sorti en DVD sont le Japon (première sortie mondiale), Hong Kong, l'Australie et l'Allemagne.